# Liste des codes OACI des aéroports/W
- A
- B
- C
- D
- E
- F
- G
- H
- I
- J
- K
- L
- M
- N
- O
- P
- Q
- R
- S
- T
- U
- V
- W
- X
- Y
- Z

Format des données :
- Code OACI : Nom de l'aérodrome – Ville desservie (département) – Altitude aérodrome – Nombre de pistes (remarques)

## WA WI WQ WR
Indonésie

### WA
- WAAA : Aéroport international Sultan Hasanuddin (Makassar)
- WADA : Aéroport international de Selaparang Mataram
- WADD : Aéroport international Ngurah Rai (Denpasar)
- WAKK : Aéroport de Mopah
- WALS : Aéroport Temindung
- WAMR : L’aéroport Leo Wattimena en Indonésie.
- WARJ : Aéroport international Adisucipto (Yogyakarta)
- WARR : Aéroport international Juanda (Surabaya)
- WARQ : Aéroport international Adisumarmo (Surakarta)

### WI
- WIAG : Base aérienne Prince M. Bunyamin, Lampung
- WIDD : Aéroport de Batam Hang Nadim,
- WIII : Aéroport international Soekarno-Hatta (Jakarta)
- WIMM : Aéroport international de Medan Polonia, Sumatra du Nord, – 35 m alt – 1 piste
- WIPH : aéroport de Sungai Penuh, Jambi
- WIPT : Aéroport international de Padang

### WR
- WRLH : Aéroport de Tanah Grogot, Kalimantan oriental

## WB
Brunei et Malaisie
- WBGG : Aéroport international de Kuching
- WBGR : Aéroport de Miri
- WBKK : Aéroport international de Kota Kinabalu
- WBKW : Aéroport de Tawau

## WM
Malaisie
- WMKI : Aéroport Sultan Azlan Shah - Ipoh
- WMKJ : Aéroport international de Senai - Johor Bahru
- WMKK : Aéroport international de Kuala Lumpur
- WMKL : Aéroport international de Langkawi
- WMKP : Aéroport international de Penang
- WMSA : Aéroport Sultan Abdul Aziz Shah - Subang Jaya

## WP
Timor oriental
- WPDL : Aéroport international de Dili
- WPEC : Aéroport de Baucau

## WS
Singapour
- WSSS : Aéroport Changi de Singapour